# Conolophia nigripuncta
Conolophia nigripuncta là một loài bướm đêm trong họ Geometridae.